# Eleições autárquicas portuguesas de 1989 no distrito de Leiria
| Eleições autárquicas portuguesas de 1989 Distritos: Aveiro \| Beja \| Braga \| Bragança \| Castelo Branco \| Coimbra \| Évora \| Faro \| Guarda \| Leiria \| Lisboa \| Portalegre \| Porto \| Santarém \| Setúbal \| Viana do Castelo \| Vila Real \| Viseu \| Açores \| Madeira |

## Resultados por concelho
Os resultados nos concelhos do distrito de Leiria foram os seguintes:

### Alcobaça
| Partido                 | Partido                        | Votos  | %               | +/-   | Vereadores | +/-     |
| ----------------------- | ------------------------------ | ------ | --------------- | ----- | ---------- | ------- |
|                         | Partido Socialista             | 12 154 | 43,49 / 100,00  | 20,75 | 3 / 7      | 1       |
|                         | Partido Social Democrata       | 10 048 | 35,95 / 100,00  | 28,92 | 3 / 7      | 2       |
|                         | Centro Democrático Social      | 3 270  | 11,70 / 100,00  | -     | 1 / 7      | -       |
|                         | Coligação Democrática Unitária | 1 362  | 4,87 / 100,00   | 3,40  | 0 / 7      | Estável |
| Votos Inválidos         | Votos Inválidos                | 1 114  | 3,99 / 100,00   | 0,13  |            |         |
| Total                   | Total                          | 27 948 | 100,00 / 100,00 |       | 7 / 7      |         |
| Eleitorado/Participação | Eleitorado/Participação        | 44 469 | 62,85 / 100,00  | 4,91  |            |         |

### Alvaiázere
| Partido                 | Partido                        | Votos | %               | +/-   | Vereadores | +/-     |
| ----------------------- | ------------------------------ | ----- | --------------- | ----- | ---------- | ------- |
|                         | Partido Social Democrata       | 4 323 | 75,50 / 100,00  | 20,69 | 4 / 5      | 1       |
|                         | Centro Democrático Social      | 952   | 16,63 / 100,00  | 23,88 | 1 / 5      | 1       |
|                         | Partido Socialista             | 177   | 3,09 / 100,00   | -     | 0 / 5      | -       |
|                         | Coligação Democrática Unitária | 71    | 1,24 / 100,00   | 0,05  | 0 / 5      | Estável |
| Votos Inválidos         | Votos Inválidos                | 203   | 3,54 / 100,00   | 0,14  |            |         |
| Total                   | Total                          | 5 726 | 100,00 / 100,00 |       | 5 / 5      |         |
| Eleitorado/Participação | Eleitorado/Participação        | 8 584 | 66,71 / 100,00  | 0,44  |            |         |

### Ansião
| Partido                 | Partido                        | Votos  | %               | +/-   | Vereadores | +/-     |
| ----------------------- | ------------------------------ | ------ | --------------- | ----- | ---------- | ------- |
|                         | Partido Social Democrata       | 3 975  | 50,79 / 100,00  | 14,02 | 4 / 7      | 2       |
|                         | Centro Democrático Social      | 1 769  | 22,60 / 100,00  | 13,07 | 2 / 7      | 2       |
|                         | Partido Socialista             | 1 765  | 22,55 / 100,00  | 3,88  | 1 / 7      | Estável |
|                         | Coligação Democrática Unitária | 82     | 1,05 / 100,00   | 2,80  | 0 / 7      | Estável |
| Votos Inválidos         | Votos Inválidos                | 236    | 3,02 / 100,00   | 0,13  |            |         |
| Total                   | Total                          | 7 827  | 100,00 / 100,00 |       | 7 / 7      |         |
| Eleitorado/Participação | Eleitorado/Participação        | 12 368 | 63,28 / 100,00  | 1,34  |            |         |

### Batalha
| Partido                 | Partido                        | Votos  | %               | +/-   | Vereadores | +/-     |
| ----------------------- | ------------------------------ | ------ | --------------- | ----- | ---------- | ------- |
|                         | Centro Democrático Social      | 3 544  | 48,10 / 100,00  | 29,32 | 4 / 7      | 3       |
|                         | Partido Social Democrata       | 2 490  | 33,79 / 100,00  | 26,71 | 2 / 7      | 3       |
|                         | Partido Socialista             | 996    | 13,52 / 100,00  | 1,96  | 1 / 7      | Estável |
|                         | Coligação Democrática Unitária | 74     | 1,00 / 100,00   | 0,80  | 0 / 7      | Estável |
| Votos Inválidos         | Votos Inválidos                | 264    | 3,58 / 100,00   | 0,13  |            |         |
| Total                   | Total                          | 7 368  | 100,00 / 100,00 |       | 7 / 7      |         |
| Eleitorado/Participação | Eleitorado/Participação        | 10 944 | 67,32 / 100,00  | 2,58  |            |         |

### Bombarral
| Partido                 | Partido                        | Votos  | %               | +/-   | Vereadores | +/- |
| ----------------------- | ------------------------------ | ------ | --------------- | ----- | ---------- | --- |
|                         | Partido Socialista             | 2 185  | 33,30 / 100,00  | 20,63 | 3 / 7      | 2   |
|                         | Partido Social Democrata       | 2 149  | 32,75 / 100,00  | 4,69  | 3 / 7      | 1   |
|                         | Centro Democrático Social      | 1 415  | 21,56 / 100,00  | 14,67 | 1 / 7      | 2   |
|                         | Coligação Democrática Unitária | 587    | 8,95 / 100,00   | 6,22  | 0 / 7      | 1   |
| Votos Inválidos         | Votos Inválidos                | 226    | 3,44 / 100,00   | 0,44  |            |     |
| Total                   | Total                          | 6 562  | 100,00 / 100,00 |       | 7 / 7      |     |
| Eleitorado/Participação | Eleitorado/Participação        | 11 749 | 55,85 / 100,00  | 2,32  |            |     |

### Caldas da Rainha
| Partido                 | Partido                        | Votos  | %               | +/-   | Vereadores | +/-     |
| ----------------------- | ------------------------------ | ------ | --------------- | ----- | ---------- | ------- |
|                         | Partido Social Democrata       | 10 185 | 52,94 / 100,00  | 6,53  | 5 / 7      | 1       |
|                         | Partido Socialista             | 5 781  | 30,05 / 100,00  | 14,07 | 2 / 7      | 1       |
|                         | Centro Democrático Social      | 1 548  | 8,05 / 100,00   | 4,82  | 0 / 7      | 1       |
|                         | Coligação Democrática Unitária | 1 042  | 5,42 / 100,00   | 1,96  | 0 / 7      | Estável |
| Votos Inválidos         | Votos Inválidos                | 684    | 3,55 / 100,00   | 0,39  |            |         |
| Total                   | Total                          | 19 240 | 100,00 / 100,00 |       | 7 / 7      |         |
| Eleitorado/Participação | Eleitorado/Participação        | 36 432 | 52,81 / 100,00  | 2,07  |            |         |

### Castanheira de Pêra
| Partido                 | Partido                        | Votos | %               | +/-   | Vereadores | +/-     |
| ----------------------- | ------------------------------ | ----- | --------------- | ----- | ---------- | ------- |
|                         | Partido Social Democrata       | 1 406 | 47,53 / 100,00  | 29,35 | 3 / 5      | 2       |
|                         | Partido Socialista             | 1 405 | 47,50 / 100,00  | 19,99 | 2 / 5      | 2       |
|                         | Coligação Democrática Unitária | 29    | 0,98 / 100,00   | 0,09  | 0 / 5      | Estável |
| Votos Inválidos         | Votos Inválidos                | 118   | 3,99 / 100,00   | 1,30  |            |         |
| Total                   | Total                          | 2 958 | 100,00 / 100,00 |       | 5 / 5      |         |
| Eleitorado/Participação | Eleitorado/Participação        | 4 046 | 73,11 / 100,00  | 0,20  |            |         |

### Figueiró dos Vinhos
| Partido                 | Partido                        | Votos | %               | +/-   | Vereadores | +/-     |
| ----------------------- | ------------------------------ | ----- | --------------- | ----- | ---------- | ------- |
|                         | Partido Socialista             | 3 069 | 53,74 / 100,00  | 24,61 | 3 / 5      | 2       |
|                         | Partido Social Democrata       | 2 391 | 41,87 / 100,00  | 17,64 | 2 / 5      | 2       |
|                         | Coligação Democrática Unitária | 54    | 0,95 / 100,00   | 0,24  | 0 / 5      | Estável |
| Votos Inválidos         | Votos Inválidos                | 197   | 3,45 / 100,00   | 0,04  |            |         |
| Total                   | Total                          | 5 711 | 100,00 / 100,00 |       | 5 / 5      |         |
| Eleitorado/Participação | Eleitorado/Participação        | 7 188 | 79,45 / 100,00  | 9,95  |            |         |

### Leiria
| Partido                 | Partido                        | Votos  | %               | +/-   | Vereadores | +/-     |
| ----------------------- | ------------------------------ | ------ | --------------- | ----- | ---------- | ------- |
|                         | Partido Social Democrata       | 21 579 | 45,24 / 100,00  | 14,34 | 5 / 9      | 2       |
|                         | Partido Socialista             | 13 918 | 29,18 / 100,00  | 18,59 | 3 / 9      | 2       |
|                         | Centro Democrático Social      | 8 310  | 17,42 / 100,00  | 27,58 | 1 / 9      | 4       |
|                         | Coligação Democrática Unitária | 1 860  | 3,90 / 100,00   | 1,75  | 0 / 9      | Estável |
| Votos Inválidos         | Votos Inválidos                | 2 035  | 4,27 / 100,00   | 0,98  |            |         |
| Total                   | Total                          | 47 702 | 100,00 / 100,00 |       | 9 / 9      |         |
| Eleitorado/Participação | Eleitorado/Participação        | 80 303 | 59,40 / 100,00  | 1,48  |            |         |

### Marinha Grande
| Partido                 | Partido                        | Votos  | %               | +/-  | Vereadores | +/-     |
| ----------------------- | ------------------------------ | ------ | --------------- | ---- | ---------- | ------- |
|                         | Coligação Democrática Unitária | 6 381  | 44,12 / 100,00  | 7,84 | 3 / 7      | 1       |
|                         | Partido Socialista             | 5 244  | 36,26 / 100,00  | 1,58 | 3 / 7      | Estável |
|                         | Partido Social Democrata       | 2 310  | 15,97 / 100,00  | -    | 1 / 7      | -       |
| Votos Inválidos         | Votos Inválidos                | 527    | 3,64 / 100,00   | 0,36 |            |         |
| Total                   | Total                          | 14 462 | 100,00 / 100,00 |      | 7 / 7      |         |
| Eleitorado/Participação | Eleitorado/Participação        | 26 164 | 55,27 / 100,00  | 7,90 |            |         |

### Nazaré
| Partido                 | Partido                        | Votos  | %               | +/-   | Vereadores | +/-     |
| ----------------------- | ------------------------------ | ------ | --------------- | ----- | ---------- | ------- |
|                         | Partido Socialista             | 4 015  | 50,18 / 100,00  | 7,11  | 4 / 7      | 1       |
|                         | Partido Social Democrata       | 1 605  | 20,06 / 100,00  | 14,75 | 1 / 7      | 2       |
|                         | Centro Democrático Social      | 827    | 10,34 / 100,00  | -     | 1 / 7      | -       |
|                         | Partido Renovador Democrático  | 823    | 10,29 / 100,00  | 0,75  | 1 / 7      | Estável |
|                         | Coligação Democrática Unitária | 435    | 5,44 / 100,00   | 2,03  | 0 / 7      | Estável |
| Votos Inválidos         | Votos Inválidos                | 296    | 3,69 / 100,00   | 0,08  |            |         |
| Total                   | Total                          | 8 001  | 100,00 / 100,00 |       | 7 / 7      |         |
| Eleitorado/Participação | Eleitorado/Participação        | 12 554 | 63,73 / 100,00  | 3,37  |            |         |

### Óbidos
| Partido                 | Partido                        | Votos | %               | +/-  | Vereadores | +/-     |
| ----------------------- | ------------------------------ | ----- | --------------- | ---- | ---------- | ------- |
|                         | Partido Socialista             | 3 153 | 62,09 / 100,00  | 4,91 | 4 / 5      | 1       |
|                         | Partido Social Democrata       | 1 328 | 26,15 / 100,00  | 6,09 | 1 / 5      | 1       |
|                         | Centro Democrático Social      | 204   | 4,02 / 100,00   | -    | 0 / 5      | -       |
|                         | Coligação Democrática Unitária | 185   | 3,64 / 100,00   | 3,51 | 0 / 5      | Estável |
| Votos Inválidos         | Votos Inválidos                | 208   | 4,09 / 100,00   | 0,66 |            |         |
| Total                   | Total                          | 5 078 | 100,00 / 100,00 |      | 5 / 5      |         |
| Eleitorado/Participação | Eleitorado/Participação        | 8 920 | 56,93 / 100,00  | 1,19 |            |         |

### Pedrógão Grande
| Partido                 | Partido                        | Votos | %               | +/-   | Vereadores | +/-     |
| ----------------------- | ------------------------------ | ----- | --------------- | ----- | ---------- | ------- |
|                         | Partido Social Democrata       | 1 792 | 63,30 / 100,00  | 1,86  | 4 / 5      | Estável |
|                         | Partido Socialista             | 867   | 30,63 / 100,00  | 12,32 | 1 / 5      | Estável |
|                         | Coligação Democrática Unitária | 39    | 1,38 / 100,00   | 0,06  | 0 / 5      | Estável |
| Votos Inválidos         | Votos Inválidos                | 133   | 4,70 / 100,00   | 1,06  |            |         |
| Total                   | Total                          | 2 831 | 100,00 / 100,00 |       | 5 / 5      |         |
| Eleitorado/Participação | Eleitorado/Participação        | 4 742 | 59,70 / 100,00  | 0,44  |            |         |

### Peniche
| Partido                 | Partido                        | Votos  | %               | +/-   | Vereadores | +/-     |
| ----------------------- | ------------------------------ | ------ | --------------- | ----- | ---------- | ------- |
|                         | Partido Social Democrata       | 4 453  | 45,12 / 100,00  | 6,13  | 4 / 7      | 1       |
|                         | Partido Socialista             | 3 241  | 32,84 / 100,00  | 14,24 | 2 / 7      | 1       |
|                         | Coligação Democrática Unitária | 1 417  | 14,36 / 100,00  | 19,12 | 1 / 7      | 2       |
|                         | Centro Democrático Social      | 351    | 3,56 / 100,00   | 1,75  | 0 / 7      | Estável |
| Votos Inválidos         | Votos Inválidos                | 408    | 4,13 / 100,00   | 0,51  |            |         |
| Total                   | Total                          | 9 870  | 100,00 / 100,00 |       | 7 / 7      |         |
| Eleitorado/Participação | Eleitorado/Participação        | 20 476 | 48,20 / 100,00  | 10,02 |            |         |

### Pombal
| Partido                 | Partido                        | Votos  | %               | +/-  | Vereadores | +/-     |
| ----------------------- | ------------------------------ | ------ | --------------- | ---- | ---------- | ------- |
|                         | Partido Socialista             | 12 988 | 55,06 / 100,00  | 3,89 | 5 / 7      | 1       |
|                         | Partido Social Democrata       | 7 655  | 32,45 / 100,00  | 2,72 | 2 / 7      | 1       |
|                         | Centro Democrático Social      | 1 605  | 6,80 / 100,00   | 1,51 | 0 / 7      | Estável |
|                         | Coligação Democrática Unitária | 400    | 1,70 / 100,00   | 0,13 | 0 / 7      | Estável |
| Votos Inválidos         | Votos Inválidos                | 940    | 3,98 / 100,00   | 0,44 |            |         |
| Total                   | Total                          | 23 588 | 100,00 / 100,00 |      | 7 / 7      |         |
| Eleitorado/Participação | Eleitorado/Participação        | 44 517 | 52,99 / 100,00  | 0,92 |            |         |

### Porto de Mós
| Partido                 | Partido                        | Votos  | %               | +/-   | Vereadores | +/-     |
| ----------------------- | ------------------------------ | ------ | --------------- | ----- | ---------- | ------- |
|                         | Partido Social Democrata       | 6 189  | 58,33 / 100,00  | 11,16 | 5 / 7      | 1       |
|                         | Partido Socialista             | 1 626  | 15,33 / 100,00  | 4,30  | 1 / 7      | Estável |
|                         | Centro Democrático Social      | 1 438  | 13,55 / 100,00  | 15,53 | 1 / 7      | 1       |
|                         | Coligação Democrática Unitária | 674    | 6,35 / 100,00   | 1,80  | 0 / 7      | Estável |
| Votos Inválidos         | Votos Inválidos                | 683    | 6,44 / 100,00   | 1,87  |            |         |
| Total                   | Total                          | 10 610 | 100,00 / 100,00 |       | 7 / 7      |         |
| Eleitorado/Participação | Eleitorado/Participação        | 18 320 | 57,91 / 100,00  | 1,93  |            |         |